# Крикје
Крикје (фр. Criquiers) насеље је и општина у северној Француској у региону Горња Нормандија, у департману Приморска Сена која припада префектури Дјеп.
По подацима из 2011. године у општини је живело 675 становника, а густина насељености је износила 28,66 становника/km². Општина се простире на површини од 23,55 km². Налази се на средњој надморској висини од 230 метара (максималној 245 m, а минималној 164 m).

## Демографија
| 1962. | 1968. | 1975. | 1982. | 1990. | 1999. | 2011. |
| ----- | ----- | ----- | ----- | ----- | ----- | ----- |
| 552   | 615   | 545   | 530   | 581   | 602   | 675   |

График промене броја становника у току последњих година